# Lydia Maria Adams DeWitt
Lydia Maria Adams DeWitt, nacida Lydia Maria Adams (Flint, 1 de febrero de 1859-Winters, 10 de marzo de 1928), fue una patóloga y anatomista estadounidense.

## Vida y educación inicial
Lydia Maria Adams nació en Flint, Míchigan, hija de Oscar y Elizabeth Adams (apellido de soltera, Walton), siendo la segunda de tres hijos. Su padre era abogado. Elizabeth murió cuando Lydia tenía cinco años, dejando a su hermana, que luego se casó con Oscar, a cargo del cuidado de Lydia y sus hermanos.
Adams completó su educación primaria en el sistema escolar público de Flint. Se convirtió en maestra, luego estudió en la Universidad de Míchigan Oriental y se casó con su colega Alton D. DeWitt en 1878. Tuvieron dos niños, Stella, nacida en 1879, y Clyde, nacido en 1880. La familia se mudó varias veces durante este período ya que Alton obtuvo varios trabajos diferentes en el sistema escolar público de Míchigan; Lydia dio clases en varias escuelas públicas.

## Carrera
En 1895, comenzó estudios de medicina en la Universidad de Míchigan; obtuvo el título de Doctora en Medicina en 1898 y el título Bachelor of Science en 1899. Lydia y Alton DeWitt se separaron durante este tiempo. DeWitt permaneció en la Universidad de Míchigan al inicio de su carrera en investigación. Mantuvo un puesto bajo las órdenes de George Dock como ayudante de anatomía entre 1896 y 1897, mientras todavía estudiaba medicina, y luego se convirtió en profesora asistente de histología hasta 1902 y profesora asociada de histología entre 1902 y 1910. Se tomó un breve período sabático para estudiar en la Universidad de Berlín en 1906. Ese año, apareció en la primera edición de American Men of Science por su trabajo destacado en anatomía microscópica y neuroanatomía. En 1910, DeWitt comenzó a trabajar en la Universidad Washington en San Luis como instructora de patología y también tomó un cargo en el Departamento de Salud de St. Louis como patóloga/bacterióloga. El trabajo que allí realizó fue tan notorio que fue invitada a unirse a la Universidad de Chicago para trabajar en quimioterapia contra la tuberculosis, la cual aceptó en 1912. Allí fue profesora asistente de patología hasta 1918, cuando fue ascendida a profesora asociada.[upper-alpha 1] Lydia se retiró en 1926.
Como científica mujer, DeWitt fue excluida del Club de Investigación y el Club Junior de Investigación de la Universidad de Míchigan. En respuesta, fundó y encabezó el Club de Mujeres de Investigación en 1902.
La carrera en investigación de DeWitt cubrió varios temas y sistemas de órganos, incluyendo la patología de la tuberculosis. Estudió los músculos extensamente, tanto en sus conexiones patológicas y nerviosas como en la enfermedad miositis osificante. Otros temas de investigación fueron la anatomía del esófago, dismenorrea membranosa y la anatomía de las conexiones del corazón de los mamíferos. Sus primeras investigaciones en la Universidad de Míchigan trataban sobre la estructura de las terminaciones nerviosas tanto en los nervios sensoriales como los motores de los músculos estriados y los lisos. Esto incluyó también el estudio de los husos neuromusculares, el cual fue publicado en 1897, antes de haber acabado sus estudios en medicina. Su primera investigación individual fue publicada en 1901 y trataba sobre las glándulas pilóricas y su estructura en diferentes especies. Mientras estaba en el Departamento de Salud de San Luis, realizó exhaustivas investigaciones sobre difteria y el diagnóstico de fiebre tifoidea. Su trabajo en la aislación de células de islotes pancreáticos y su descubrimiento de que estas secretaban una sustancia implicada en el metabolismo de carbohidratos allanaron el terreno para el descubrimiento de la insulina y su rol en la diabetes, por parte de un grupo canadiense de investigadores. En la Universidad de Chicago, DeWitt y su equipo trabajaron en el desarrollo de una droga para tratar la tuberculosis, basándose en el trabajo de Paul Ehrlich, quien desarrolló un tratamiento para la sífilis modificando químicamente un pigmento que teñía a los parásitos. Trabajando junto Hope Sherman, Gladys Leavell y Lauretta Bender, entre otros, DeWitt evaluó varios pigmentos como precursores potenciales de una droga antituberculosa, incluyendo azul de metileno y rojo de tripano. Esta investigación no dio frutos inmediatos, aunque el método fue luego utilizado exitosamente para desarrollar una quimioterapia para la tuberculosis y como modelo para el desarrollo de otras drogas.

## Honores
En 1902, DeWitt se unió a la Asociación de Anatomistas Estadounidenses. En 1914,  recibió una Maestría honoraria de la Universidad de Míchigan, su alma mater. DeWitt fue el presidente de la Sociedad Patológica de Chicago de 1924 a. La Asociación Médica Estadounidense la eligió como miembro asociado. También fue miembro de la Sociedad Médica de Míchigan y la Asociación Estadounidense de Patólogos y Bacteriólogos.

## Muerte y legado
DeWitt murió a la edad de 69 años en Winters, Texas, en casa de su hija, a causa de sus problemas de salud crónicos (arteriosclerosis e hipertensión). Una beca de investigación de la Universidad de Míchigan para apoyar a mujeres científicas lleva su nombre.